# يوهانس برونر
يوهانس برونر (بالألمانية: Johannes Brunner)‏ (و. 1963  م) هو نحات، ومخرج أفلام، وأستاذ جامعي ألماني، ولد في بفولندورف.

## وصلات خارجية
- يوهانس برونر على موقع IMDb (الإنجليزية)
- يوهانس برونر على موقع أول موفي (الإنجليزية)
- يوهانس برونر على موقع قاعدة بيانات الفيلم (الإنجليزية)
- يوهانس برونر على موقع كينوبويسك (الروسية)